# Didattica a distanza
La didattica a distanza (anche indicata con gli acronimi DAD, Dad o DaD) è una forma di didattica che avviene senza la presenza degli insegnanti e degli studenti in aula, avvalendosi di strumenti elettronici o online. L'espressione si contrappone a didattica in presenza, che è invece caratterizzata dalla presenza fisica degli studenti e degli insegnanti in aula.
Questa modalità di erogazione dell'insegnamento si è imposta nella scuola dell'obbligo a livello internazionale nel periodo della pandemia di COVID-19.

## Tipi di DAD e principali piattaforme

### Videoconferenza
Questa è la modalità di apprendimento online (e-learning) più utilizzata e avviene tramite il collegamento degli alunni con l'insegnante, attraverso le piattaforme digitali (Zoom, Skype, Google Meet, Microsoft Teams, BigBlueButton, Jitsi ed altri). Permette una comunicazione diretta docente e alunni e non richiede un grande lavoro preparatorio ma soffre di problemi legati alla connessione internet. Ogni partecipante deve essere munito di un computer, microfono e videocamera e la qualità della lezione è strettamente legata alla qualità delle attrezzature. In caso di classi numerose sarebbe necessario un server dedicato per la gestione della grossa quantità di dati che vengono trasferiti tramite la rete per unità di tempo.

### Videoregistrazione
Con questa modalità l'insegnante registra e monta le sue lezioni per poi distribuirle agli alunni per via elettronica (email, piattaforme dedicate). Non soffre dei problemi di connessione, le lezioni possono essere scaricate e riguardate in qualsiasi momento e la qualità della lezione dipende unicamente dalle attrezzature dell'insegnante (gli alunni non necessitano di microfoni e webcam). Non permette la comunicazione diretta tra alunni e insegnante e richiede un maggior lavoro iniziale da parte del docente. Questa modalità viene utilizzata soprattutto per corsi professionali e aziendali (marketing, uso di software, scuolaguida, corsi di aggiornamento).

### Audioconferenza
Con questa modalità gli alunni e l'insegnante si collegano tramite piattaforme digitali in modo analogo alle videoconferenze ma trasferiscono solo l'audio. Permette la comunicazione diretta ma gli studenti non possono vedere l'insegnante e/o il materiale didattico. Richiede un trasferimento di dati minore rispetto alla videoconferenza e permette la gestione di classi numerose anche senza server dedicati. Questa modalità viene utilizzata spesso per l'educazione vocale (dizione, recitazione, canto) o musicale.

## Il quadro normativo in Italia
Al diffondersi dell’emergenza sanitaria da COVID-19, l'Italia fu il primo Paese in Europa ad attuare un lockdown a livello nazionale, tanto da rendere necessario che si svolgessero a distanza le attività didattiche delle scuole di ogni grado e degli atenei universitari, come disposto dal DPCM dell'11 marzo 2020 emanato dal Governo Conte II. Il 17 marzo successivo la ministra dell'Istruzione Lucia Azzolina inviò alle scuole un'apposita nota, che recita: «Il collegamento diretto o indiretto, immediato o differito, attraverso videoconferenze, videolezioni, chat di gruppo; la trasmissione ragionata di materiali didattici, attraverso il caricamento degli stessi su piattaforme digitali e l’impiego dei registri di classe in tutte le loro funzioni di comunicazione e di supporto alla didattica, con successiva rielaborazione e discussione operata direttamente o indirettamente con il docente, l’interazione su sistemi e app interattive educative propriamente digitali: tutto ciò è didattica a distanza».
Il 28 marzo 2020 il Garante della privacy fornì le prime indicazioni per garantire lo svolgimento della DAD nel modo più corretto, auspicando la valorizzazione del registro elettronico come piattaforma più idonea (poiché il suo fornitore è già individuato come responsabile del trattamento dei dati sensibili) all'interazione a distanza tra docenti e studenti rispetto a quelle offerte dalle piattaforme generaliste.
Il decreto ministeriale Prot. 39 del 26 giugno 2020 “Adozione del Documento per la pianificazione delle attività scolastiche, educative e formative in tutte le Istituzioni del Sistema nazionale di Istruzione per l’anno scolastico 2020/2021” stabilì l'obbligo per il personale docente di assicurare le prestazioni didattiche nelle modalità a distanza, utilizzando strumenti informatici o tecnologici a disposizione, fino al perdurare dello stato di emergenza; il documento introduceva anche il concetto di Didattica Digitale Integrata (DDI), da intendersi come una combinazione di lezioni in presenza (con distanziamento e uso dei dispositivi di protezione individuale), lezioni a distanza in modalità sincrona (docenti e discenti sono contemporaneamente presenti nell'aula virtuale) e asincrona (il docente registra la lezione o carica materiali didattici senza la presenza degli alunni, che ne fruiranno tramite piattaforma in un secondo tempo).

### La DAD in Italia nel biennio 2021-2022
Dall'anno scolastico 2020/2021 il Sistema scolastico italiano cercò di avviare un processo di transizione dalla DAD alla DDI, con obiettivo di tornare in presenza parzialmente entro l'8 gennaio 2021. Il proposito non riuscì come previsto, poiché dopo le festività natalizie la riapertura delle scuole fu graduata, a seconda delle decisioni delle varie regioni, ma dalla fine di febbraio 2021, a causa dell'imponente aumento di contagi, molte regioni tornarono alla DAD integrale per alcuni ordini o gradi di scuola o in tutti.
Il 16 aprile 2021 il presidente del consiglio dei ministri Mario Draghi annunciò in una conferenza stampa che tutte le scuole di ogni ordine e grado, comprese le scuole superiori, sarebbero tornate a frequentare le lezioni in presenza almeno al 60% e fino 100%, a partire dal 26 aprile successivo.
Nel settembre 2021 il ministro dell'Istruzione Patrizio Bianchi annunciò la fine della DAD come soluzione strutturale e continuativa.

## Le conseguenze della DAD
Le prove INVALSI 2021 evidenziarono come nel periodo di pandemia l'istruzione fosse stata meno efficace, soprattutto per gli istituti superiori, i quali fecero maggiore uso di didattica a distanza. Inoltre un periodo così prolungato di DAD fece emergere molte forme di sofferenza sociale tra gli studenti minorenni, quali apatia, aggressività, stati ansiosi, con calo degli apprendimenti e abbandono scolastico.
Tra gli aspetti positivi, l'esperienza della DAD accelerò il processo di innovazione della didattica e la maturazione di competenze digitali da parte di docenti e studenti.